# Sοros - Agkathi - Kedrοs
Sοros - Agkathi - Kedrοs este o arie protejată (arie de protecție specială avifaunistică — SPA) din Grecia întinsă pe o suprafață de 8.108,76 ha, integral pe uscat.

## Localizare
Centrul sitului Sοros - Agkathi - Kedrοs este situat la coordonatele 35°13′25″N 24°33′17″E / 35.223717°N 24.554613°E.

## Înființare
Situl Sοros - Agkathi - Kedrοs a fost declarat arie de protecție specială avifaunistică în februarie 1997 pentru a proteja 31 de specii de animale.

## Biodiversitate
Situată în ecoregiunea mediteraneană, aria protejată nu include niciun habitat protejat.
La baza desemnării sitului se află mai multe specii protejate de  păsări (31): uliu cu picioare scurte (Accipiter brevipes), ciocârlie-de-câmp (Alauda arvensis), fâsă-de-câmp (Anthus campestris), lăstunul mare (Apus apus), șorecarul comun (Buteo buteo), ciocârlie-cu-degete-scurte (Calandrella brachydactyla), caprimulg (Caprimulgus europaeus), șerpar (Circaetus gallicus), erete vânăt (Circus cyaneus), erete alb (Circus macrourus), lăstun de casă (Delichon urbicum), Emberiza caesia, presură de grădină (Emberiza hortulana), Falco eleonorae, șoim călător (Falco peregrinus), vânturel de seară (Falco vespertinus), muscar-gulerat (Ficedula albicollis), rândunică (Hirundo rustica), capîntortură (Jynx torquilla), sfrâncioc roșiatic (Lanius collurio), sfrânciocul cu frunte neagră (Lanius minor), ciocârlie de pădure (Lullula arborea), prigoare (Merops apiaster), codobatura galbenă (Motacilla flava), grangur (Oriolus oriolus), vrabie negricioasă (Passer hispaniolensis), viespar (Pernis apivorus), lăstun de mal (Riparia riparia), turturică (Streptopelia turtur), Sylvia ruppeli, Tachymarptis melba.
Pe lângă speciile protejate, pe teritoriul sitului au mai fost identificate 17 specii de plante, 4 specii de păsări.